# 292991 Lyonne
292991 Lyonne è un asteroide della fascia principale. Scoperto nel 2006, presenta un'orbita caratterizzata da un semiasse maggiore pari a 2,7985687 UA e da un'eccentricità di 0,0235755, inclinata di 5,18644° rispetto all'eclittica.